# Edward Kupczyński
Edward Kupczyński (Lwow, Polonia; 2 de julio de 1929 – Gdansk, Polonia; 18 de julio de 2025) fue un piloto de motociclismo polaco de la categoría de speedway.

## Equipos
| Periodo   | Equipo                       |
| --------- | ---------------------------- |
| 1950      | Związkowiec Warszawa         |
| 1951–1958 | Spójnia/Sparta/Ślęza Wrocław |
| 1960–1966 | Polonia Bydgoszcz            |
| 1967–1971 | Gwardia Łódź                 |

## Participaciones internacionales
- Campeonato Mundial de Speedway: 1 aparición

1958 - Final europea.

## Logros
- Campeonato polaco de speedway

- Individual: 1952.